# Старопіщаний провулок (Київ)
Старопіща́ний прову́лок — зниклий провулок, що існував у Радянському районі (нині — територія Шевченківського району) міста Києва, місцевість Шулявка. Пролягав від проспекту Берестейського (тоді — Брест-Литовське шосе) до залізниці.
Прилучався Новопіщаний провулок.

## Історія
Провулок виник у 1-й чверті XX століття під такою ж назвою. Починався первісно в районі сучасного перетину вулиць Борщагівської та Шолуденка. Згодом був подовжений до Брест-Литовського шосе. 
Ліквідований разом із навколишньою малоповерховою забудовою та всією вуличною мережею Лівої Шулявки в 2-й половині 1960-х років (офіційно — 1971 року).